# Le Val-de-Guéblange
Pour l’article homonyme, voir Guéblange-lès-Dieuze.
Le Val-de-Guéblange est une commune française située dans le département de la Moselle et le bassin de vie de la Moselle-Est, en région Grand Est.

## Géographie
La commune se trouve en Moselle-est. Elle est composée de cinq villages: Le Val-de-Guéblange (qui n'est autre que le chef-lieu), Audviller, Schweix, Steinbach et Wentzviller.
| Hilsprich    | Holving             |           |
| Kappelkinger | Le Val-de-Guéblange | Sarralbe  |
|              | Hazembourg          | Kirviller |

### Hydrographie
La commune est située dans le bassin versant du Rhin au sein du bassin Rhin-Meuse. Elle est drainée par l'Albe, le ruisseau la Rode, le ruisseau le Moderbach et le ruisseau le Muhlbach.
L'Albe, d'une longueur totale de 33,3 km, prend sa source dans la commune de Rodalbe et se jette  dans la Sarre à Sarralbe, après avoir traversé douze communes.
Le ruisseau la Rode, d'une longueur totale de 24,8 km, prend sa source dans la commune de Loudrefing et se jette  dans l'Albe à Sarralbe, après avoir traversé 13 communes.
Le Moderbach, d'une longueur totale de 21,8 km, prend sa source dans la commune de Farschviller et se jette  dans l'Albe à Sarralbe, après avoir traversé huit communes.

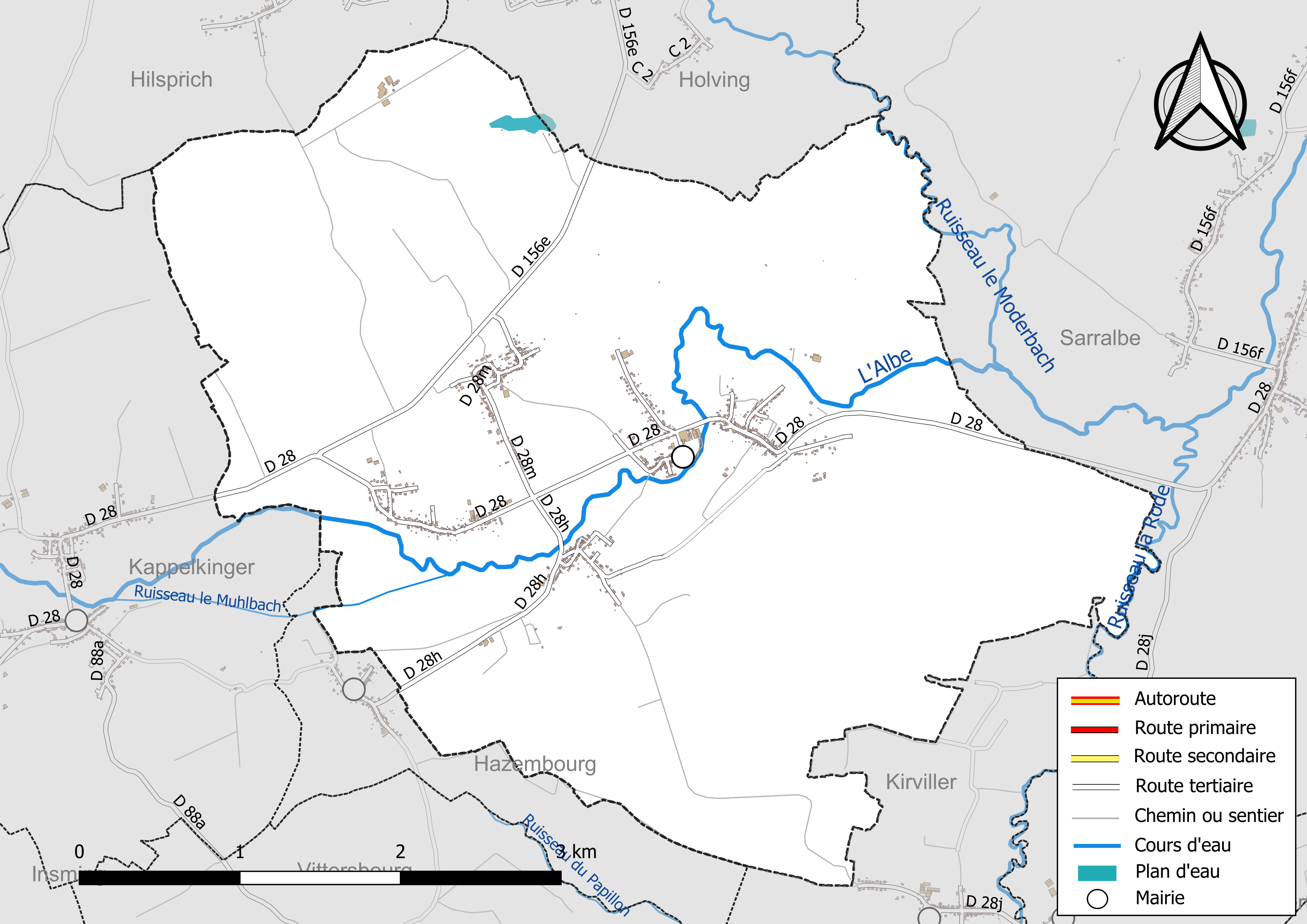
Réseaux hydrographique et routier du Val-de-Guéblange.

La qualité des eaux des principaux cours d’eau de la commune, notamment de l'Albe, du ruisseau la Rode et du ruisseau le Moderbach, peut être consultée sur un site spécial géré par les agences de l’eau et l’Agence française pour la biodiversité.

### Climat
Pour des articles plus généraux, voir Climat du Grand Est et Climat de la Moselle.
En 2010, le climat de la commune est de type climat des marges montargnardes, selon une étude du Centre national de la recherche scientifique s'appuyant sur une série de données couvrant la période 1971-2000. En 2020, Météo-France publie une typologie des climats de la France métropolitaine dans laquelle la commune est exposée à un climat semi-continental et est dans la région climatique  Vosges, caractérisée par une pluviométrie très élevée (1 500 à 2 000 mm/an) en toutes saisons et un hiver rude (moins de 1 °C). 
Pour la période 1971-2000, la température annuelle moyenne est de 10 °C, avec une amplitude thermique annuelle de 17,2 °C. Le cumul annuel moyen de précipitations est de 869 mm, avec 12,1 jours de précipitations en janvier et 9,2 jours en juillet. Pour la période 1991-2020, la température moyenne annuelle observée sur la station météorologique de Météo-France la plus proche, « Kappelkinger_sapc », sur la commune de Kappelkinger à 4 km à vol d'oiseau, est de 10,6 °C et le cumul annuel moyen de précipitations est de 772,6 mm. 
La température maximale relevée sur cette station est de 38,8 °C, atteinte le 25 juillet 2019 ; la température minimale est de −19,6 °C, atteinte le 26 décembre 2010,,. 
Les paramètres climatiques de la commune ont été estimés pour le milieu du siècle (2041-2070) selon différents scénarios d'émission de gaz à effet de serre à partir des nouvelles projections climatiques de référence DRIAS-2020. Ils sont consultables sur un site spécial publié par Météo-France en novembre 2022.

## Urbanisme

### Typologie
Au 1er janvier 2024, Le Val-de-Guéblange est catégorisée commune rurale à habitat dispersé, selon la nouvelle grille communale de densité à sept niveaux définie par l'Insee en 2022.
Elle est située hors unité urbaine. Par ailleurs la commune fait partie de l'aire d'attraction de Sarreguemines (partie française), dont elle est une commune de la couronne,. Cette aire, qui regroupe 48 communes, est catégorisée dans les aires de 50 000 à moins de 200 000 habitants,.

### Occupation des sols
L'occupation des sols de la commune, telle qu'elle ressort de la base de données européenne d’occupation biophysique des sols Corine Land Cover (CLC), est marquée par l'importance des territoires agricoles (69,2 % en 2018), une proportion identique à celle de 1990 (69,2 %). La répartition détaillée en 2018 est la suivante : 
prairies (48,5 %), forêts (26,4 %), terres arables (15,2 %), zones agricoles hétérogènes (5,6 %), zones urbanisées (4,3 %). L'évolution de l’occupation des sols de la commune et de ses infrastructures peut être observée sur les différentes représentations cartographiques du territoire : la carte de Cassini (XVIIIe siècle), la carte d'état-major (1820-1866) et les cartes ou photos aériennes de l'IGN pour la période actuelle (1950 à aujourd'hui).

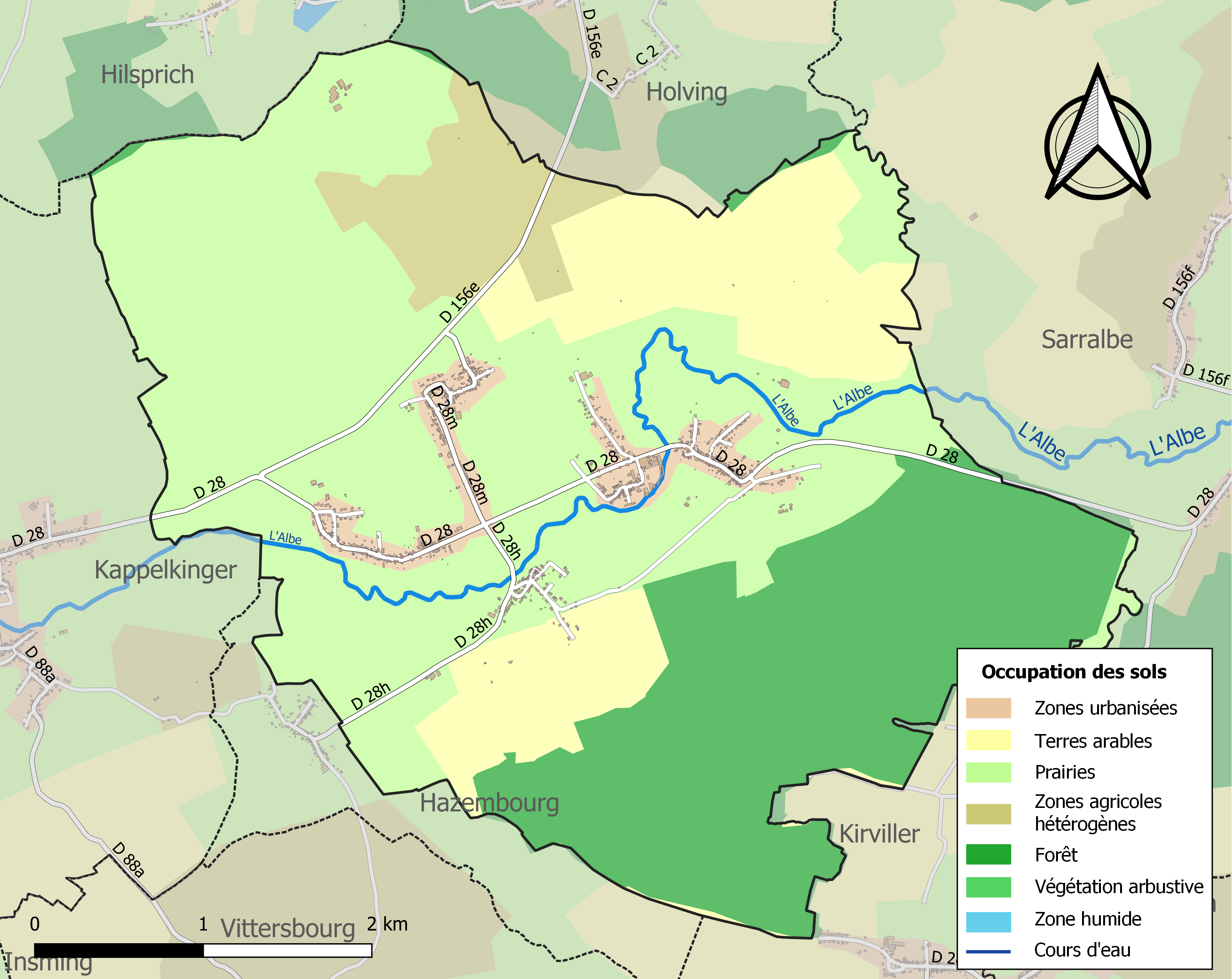
Carte des infrastructures et de l'occupation des sols de la commune en 2018 (CLC).

## Toponymie
- Guéblange : Villa Geboaldo (712-713)[16]; Gebeltingen (IXe siècle)[16]; Gueboldanges, Guebledanges (1354); Guebeldanges (1393); Gébeldange (1393); Gebledange (1415); Gebeldingen (1466); Gembelinga, Genbelinga, Geunbelinga, Gebeldinga, Gedeldinga (1544); Guebelange (1582); Guebling (1598); Gebling (1625); Guelbing (1664); Gueblange près Albestroff (1756)[17]; Guéblange-lès-Sarralbe[18] ; Geblingen bei Saaralben (1940-44); Le Val-de-Guéblange (1948)[18]. 
  - En francique lorrain : Gewlingedal[19]. En allemand : Geblingen[17] (Guéblange), Geblingerdahl[17] / Geblingerthal[20] (Le Val de Guéblange).
- Audviller : Ottwiller (1522), Ottewiller (carte de Cassini), Audviler (1793), Audviller (1801), Anweiler et Andweiller (an X), Auvillers (an XI), Audweiller et Audwille (1825)[17]. Oodwiller en francique lorrain.
- Schweix : Schwects (1598), Shemtize (1625), Schwei (1634), Scheveitz (1681), Schweix (1682), Schwecks (XVIIIe siècle), Schwert (1700), Zuwaige (1718), Schueix (1756)[17], Schveix (1801)[18]. Schwääcks en francique lorrain.
- Steinbach : Steimbach (1682)[17]. Stäänboch en francique lorrain.
- Wentzviller : Wentzweiller (1682), Wentveiller (1756)[17], Veustviler (1793), Vintzveiller (1801)[18]. Winzwiller en francique lorrain.

## Histoire
- Possession de l'abbaye de Wissembourg, acquise par la principauté épiscopale de Metz en 1393.
- Ville fortifiée.
- En 1395, la seigneurie du Val-de-Guéblange fut partagée entre les comtes de Salm, Rodolphe de Marimont et le duc de Lorraine.
- Village ravagé par la guerre de Trente Ans. Annexé à la France en 1648.
- Le Val de Guéblange (Geblingerdahl) est une ancienne communauté et paroisse qui existait en 1661 et comprenait Audviller, Guéblange, Schweix, Steinbach et Wentzwiller. En 1801, les cinq villages du Val de Guéblange étaient érigés en communes séparées. Ils ont été ensuite successivement réunis par la demande des habitants[17].

## Politique et administration
| Période   | Période   | Identité        | Étiquette | Qualité |
| --------- | --------- | --------------- | --------- | ------- |
| mars 1989 | mars 1995 | Germain Clément |           |         |
| mars 1995 | mars 2014 | Aloyse Reb      |           |         |
| mars 2014 | En cours  | Sonia Bur       | DVD       |         |

## Démographie
L'évolution du nombre d'habitants est connue à travers les recensements de la population effectués dans la commune depuis 1793. Pour les communes de moins de 10 000 habitants, une enquête de recensement portant sur toute la population est réalisée tous les cinq ans, les populations de référence des années intermédiaires étant quant à elles estimées par interpolation ou extrapolation. Pour la commune, le premier recensement exhaustif entrant dans le cadre du nouveau dispositif a été réalisé en 2006.

En 2022, la commune comptait 798 habitants, en évolution de −7,21 % par rapport à 2016 (Moselle : +0,52 %, France hors Mayotte : +2,11 %).
| 1793 | 1800 | 1806 | 1821  | 1836  | 1841  | 1861  | 1866  | 1871  |
| ---- | ---- | ---- | ----- | ----- | ----- | ----- | ----- | ----- |
| 113  | 116  | 130  | 1 054 | 1 225 | 1 195 | 1 104 | 1 049 | 1 101 |

| 1875  | 1880  | 1885  | 1890  | 1895  | 1900  | 1905  | 1910  | 1921 |
| ----- | ----- | ----- | ----- | ----- | ----- | ----- | ----- | ---- |
| 1 117 | 1 153 | 1 125 | 1 101 | 1 089 | 1 135 | 1 076 | 1 011 | 912  |

| 1926 | 1931 | 1936 | 1946 | 1954 | 1962 | 1968 | 1975 | 1982 |
| ---- | ---- | ---- | ---- | ---- | ---- | ---- | ---- | ---- |
| 893  | 898  | 883  | 847  | 912  | 977  | 977  | 916  | 882  |

| 1990 | 1999 | 2006 | 2011 | 2016 | 2021 | 2022 | - | - |
| ---- | ---- | ---- | ---- | ---- | ---- | ---- | - | - |
| 888  | 904  | 868  | 868  | 860  | 815  | 798  | - | - |

## Lieux et monuments
- La Forêt de Puttelange compte 252 hectares sur la commune.
- Passage d'une voie romaine.
- Autrefois un château dominait le Val (l'actuelle église du val a été bâtie sur son emplacement). Les châtelains, pour remplir les douves, avaient eu la mauvaise idée de détourner l'Albe. Du coup de nombreuses grenouilles s'installèrent autour du château et les empêchèrent de dormir. Pour ne plus être dérangés dans leur sommeil par toutes ces grenouilles, les gens du château les firent exterminer... Les habitants du village durent se lever la nuit et, à coup de pelles, tuèrent toutes les grenouilles. Depuis les grenouilles figurent dans l'emblème du val de Guéblange.

## Édifice religieux
- Église Saint-Pierre du XVIe siècle, remaniée en 1671, agrandie en 1747 : clocher roman du XIIe siècle ; autels en stuc (1767), orgue (1866).

## Associations
- Club de danse du foyer Jolival
- Country Top Dance, club de danse country
- Vélo Club Le Val de Guéblange (VCVDG)